# Dariusz Kubaszek
Dariusz Kubaszek (ur. 1974) – polski skoczek narciarski, reprezentujący klub LKS Skrzyczne Szczyrk. Zdobył brązowy medal w konkursie zespołów podczas Mistrzostw Polski 1992 w Zakopanem, wraz z Wacławem Przybyłą, Markiem Tucznio i Alojzym Moskalem. Ich drużyna miała stratę 74,9 pkt do zwycięskiego WKS Zakopane.
Startował w mistrzostwach Polski juniorów. W 1991 zajął piąte miejsce, a rok później zdobył dwa medale – brązowy na Średniej Krokwi i srebrny na Wielkiej, gdzie uległ tylko Stanisławowi Styrczuli.